# Brunswick (Tyne and Wear)
Brunswick är en civil parish i Newcastle upon Tyne i Storbritannien. Den ligger i grevskapet Tyne and Wear och riksdelen England, i den centrala delen av landet, 400 km norr om huvudstaden London. Antalet invånare är 1 024. Arean är 3,6 kvadratkilometer.
Terrängen i Brunswick är mycket platt.